# Clausius-Clapeyronova enačba
Clausius-Clapeyronova enačba približno opisuje odvisnost vrelišča od tlaka ali odvisnost nasičenega izparilnega tlaka od temperature v dvofaznem sistemu. Enačba izhaja iz drugega zakona termodinamike in podaja mejo med fazama snovi na faznem diagramu. Za toplotno ravnovesje plina (npr. za suho vodno paro) in kapljevine velja:
{\displaystyle dp_{s}(V_{\mathrm {P} }-V_{\mathrm {K} })=mq_{i}{dT \over T}\;,}
kjer sta VP, VK prostornini plina in kapljevine, ps izparilni tlak in T vrelišče. Prostornino kapljevine lahko pri nizkih tlakih zanemarimo v primeri s prostornino plina, ki jo izračunamo iz plinske enačbe:
{\displaystyle V_{\mathrm {P} }={mRT \over p_{s}M}\;,}
Clausius-Clapeyronova enačba pa dobi obliko:
{\displaystyle {dp_{s} \over p_{s}}=Mq_{i}{dT \over RT^{2}}\;.}
Tu sta R splošna plinska konstanta in M kilomolska masa. Izparilna toplota qi je odvisna tudi od temperature. Po navadi jo nadomestimo s povprečno vrednostjo med dvema intervaloma. Z integracijo dobimo:
{\displaystyle p_{s}=p_{s0}e^{(M{\overline {q}}_{i}/R)(1/T_{0}-1/T)}\;.}
Enačbo je zapisal francoski inženir in fizik Benoit Paul Émile Clapeyron (1799-1864), dopolnil pa jo je nemški matematik in fizik Rudolf Julius Emmanuel Clausius (1822-1888).
Enačba velja tudi za ravnovesje kapljevine in trdnine, tako da poda tudi odvisnost tališča od tlaka. V tem primeru je ni treba integrirati, ker se tališče pri večji spremembi tlaka le malo spremeni:
{\displaystyle dp(V_{\mathrm {K} }-V_{\mathrm {T} })=mq_{t}{dT \over T}\;,}
Tu je T tališče in qt talilna toplota snovi. Uporabimo jo lahko v diferencialni obliki, izraženo z gostotami:
{\displaystyle {dp \over dT}={q_{t} \over T}\left({1 \over \rho _{\mathrm {K} }}-{1 \over \rho _{\mathrm {T} }}\right)^{-1}\;.}
Tališče se pri naraščanju tlaka poveča (dp/dT > 0), če je ρK < ρT in obratno se zniža (dp/dT < 0), če je ρK > ρT.